# Oberlangenegg
Oberlangenegg är en kommun i distriktet Thun i kantonen Bern, Schweiz. Kommunen har 484 invånare (2023).
Den enda byn i kommunen är Kreuzweg, i övrigt består kommunen av små husgrupper och friliggande gårdar.